# Litispendance
L'exception de litispendance lors d'un procès civil se présente comme un même litige pendant devant deux juridictions différentes. Dans ce cas, c'est en principe la juridiction qui est saisie en dernier qui se désiste au profit de l'autre. 

## Étymologie
Le terme provient du latin médiéval litispendentia composé à partir du latin lis, litis « différend, contestation en justice » et de pendere « être en suspens, être incertain.

## Par pays

### Québéc (Canada)
En droit québécois, la litispendance est un moyen d'irrecevabilité, d'après l'article 168 du Code de procédure civile du Québec. Les décisions  Roberge c. Bolduc  et Cargill Grain c. Foundation Co. of Canada  sont les arrêts de principe en matière de litispendance.

### France
Une même affaire ne pouvant pas être jugée deux fois, le code de procédure civile français (articles 100 et suivants) prévoit qu'une partie peut demander le dessaisissement d'une juridiction au profit de l'autre.
- C'est généralement la dernière juridiction saisie qui se dessaisit ;
- ou, si les juridictions ne sont pas du même degré, la juridiction du degré inférieur se dessaisit au profit de l'autre (par exemple, un tribunal judiciaire se dessaisira au profit d'une cour d'appel).

Cette règle évite qu'un même litige puisse être jugé deux fois, au même moment, par deux juridictions différentes.
Également, lorsque deux juridictions sont saisies de plusieurs affaires entre lesquelles il existe un lien tel qu'il est préférable de les juger ensemble, il peut être demandé à l'une de ces juridictions de se dessaisir et de renvoyer en l'état la connaissance de l'affaire à l'autre juridiction. On parle alors de connexité. 

### Suisse
La litispendance est notamment réglée par le Code de procédure pénale suisse.